# بخش خنرال فیلیپه وارلا
بخش خنرال فیلیپه وارلا (به اسپانیایی: Departamento General Felipe Varela) یک منطقهٔ مسکونی در آرژانتین است که در استان لا ریوخا، آرژانتین واقع شده‌است.

## خواهرخوانده
شهر کوپیاپو خواهرخواندهٔ بخش خنرال فیلیپه وارلا هست.